# جی‌تی‌ای ۵
اتومبیل‌دزدی بزرگ ۵ (به انگلیسی: Grand Theft Auto V) که به اختصار جی‌تی‌ای ۵ (به انگلیسی: GTA V) نیز شناخته می‌شود، یک بازی ویدئویی اکشن-ماجراجویی محصول ۲۰۱۳ است که توسط راک‌استار نورث توسعه یافته و به‌وسیلهٔ راک‌استار گیمز عرضه شده است. این بازی، پس از جی‌تی‌ای ۴ (۲۰۰۸)، هفتمین مدخل اصلی در مجموعهٔ جی‌تی‌ای به‌شمار می‌رود. داستان این بازی در ایالت داستانی سن آندریاس، که بر اساس کالیفرنیا جنوبی ساخته شده است، جریان دارد. بخش تک‌نفره بازی به روایت داستان سه پروتاگونیست اصلی می‌پردازد: سارق بازنشستهٔ بانک، مایکل دی سانتا، گانگستر خیابانی، فرانکلین کلینتون، و فروشندهٔ مواد مخدر و قاچاقچی اسلحه، ترور فیلیپس. این سه نفر، درحالی که تحت فشار یک سازمان فاسد دولتی و جنایتکاران قدرتمند قرار دارند، در تلاش برای ارتکاب سرقت هستند. طراحی جهان باز این بازی، بازیکنان را قادر می‌سازد تا آزادانه در حومهٔ باز سن آندریاس و شهر داستانی لوس سانتوس، که بر اساس لس آنجلس ساخته شده است، گشت‌وگذار کنند.اذیذبرل
این بازی از دیدگاه سوم شخص یا اول شخص روایت می‌شود و دنیای آن با پای پیاده یا با وسیله نقلیه پیموده می‌شود. بازیکنان کنترل سه قهرمان اصلی داستان را در سرتاسر بازی به‌صورت یک‌نفره بر عهده دارند و چه در حین انجام مأموریت‌ها و چه در شرایط آزاد، میان آن‌ها جابه‌جا می‌شوند. داستان این بازی بر سکانس‌های سرقت متمرکز است و بسیاری از مأموریت‌ها شامل گیم‌پلی تیراندازی و رانندگی می‌شود. نوعی سیستم «تحت تعقیب» بر پاسخ اجرای قانون به بازیکنانی که مرتکب جرم می‌شوند، حاکم است. حالت چندنفره آنلاین این بازی، با نام جی‌تی‌ای آنلاین، امکان شرکت تا ۳۰ بازیکن را در انواع مختلف حالت‌های گروهی و رقابتی فراهم می‌کند.
ساخت این بازی بلافاصله پس از انتشار جی‌تی‌ای ۴ آغاز شد و مراحل ساخت آن میان بسیاری از استودیوهای راک‌استار در سراسر جهان تقسیم شد. تیم توسعه‌دهنده، از پروژه‌های قبلی خود مانند رد دد ریدمپشن و مکس پین ۳ الهام گرفته و این بازی را با محوریت سه شخصیت اصلی طراحی کرده‌ است تا نوآوری در ساختار بازی‌های خود ایجاد کند. بخش عمده‌ای از توسعهٔ بازی به خلق جهان آزاد اختصاص یافته بود و چندین نفر از اعضای تیم سازنده برای ارائهٔ تصاویر مناسب برای تیم طراحی، در اطراف کالیفرنیا به تحقیق پرداختند. موسیقی متن و حاشیهٔ صوتی بازی توسط تیمی از تهیه‌کنندگان که چندین سال با یکدیگر همکاری داشتند، توسعه یافت. اتومبیل‌دزدی بزرگ ۵ در سپتامبر ۲۰۱۳ برای پلی‌استیشن ۳ و ایکس‌باکس ۳۶۰، در نوامبر ۲۰۱۴ برای پلی‌استیشن ۴ و ایکس‌باکس وان، و در آوریل ۲۰۱۵ برای مایکروسافت ویندوز عرضه شد. نسخه‌های پلی‌استیشن ۵ و ایکس‌باکس سری اکس/اس نیز در ۱۵ مارس ۲۰۲۲ منتشر شدند.
این بازی به‌طور گسترده‌ای بازاریابی شد و در نهایت رکوردهای فروش صنعت بازی را شکست. در کمترین مدت، بالاترین فروش از یک محصول سرگرمی را به دست آورد؛ بیش از ۸۵۰ میلیون دلار در روز اول و ۱ میلیارد دلار در سه روز نخست انتشار از این بازی فروش رفت. این عنوان با نقدهای تحسین‌آمیز منتقدان مواجه شد و در زمینهٔ طراحی شخصیت‌های قهرمان داستان، روایت داستان، جهان باز، و گیم‌پلی مورد ستایش قرار گرفت. با این حال، به‌دلیل به تصویر کشیدن خشونت و زنان، جنجال‌هایی پیرامون آن شکل گرفت. این بازی یکی از برجسته‌ترین عناوین کنسول‌های نسل هفتم و هشتم محسوب می‌شود و در میان بهترین بازی‌های ویدئویی تاریخ قرار دارد. همچنین، افتخاراتی مانند بهترین بازی سال از دیدگاه چندین نشریه و چندین جایزهٔ معتبر در رشتهٔ بازی سال را به دست آورده است. با فروش بیش از ۲۰۵ میلیون نسخه، این بازی دومین بازی ویدئویی پرفروش تاریخ است و با بیش از ۸٫۵ میلیارد دلار درآمد، به‌عنوان یکی از موفق‌ترین محصولات سرگرمی‌سازی جهان شناخته می‌شود.

## روند بازی
اتومبیل‌دزدی بزرگ ۵ یک بازی اکشن-ماجراجویی است که، بسته به علاقهٔ بازیکن، می‌تواند از زاویهٔ سوم شخص یا اول شخص بازی شود. بازیکنان مأموریت‌ها را—سناریوهایی خطی با اهداف از پیش تعیین‌شده—برای پیشرفت داستان کامل می‌کنند. خارج از مأموریت‌ها، بازیکنان می‌توانند آزادانه در جهان باز بازی گردش کنند. جهان این عنوان از ناحیهٔ حومهٔ شهر سن آندریاس، شامل محلهٔ خیالی بلین کانتی، و شهر خیالی لس سانتوس تشکیل شده است. جهان این عنوان بسیار وسیع‌تر از عناوین پیشین مجموعه است. پس از آغاز بازی، بازیکن می‌تواند بدون محدودیت تمام جهان بازی را بگردد، هرچند پیشروی داستان منجر به آزاد شدن محتویات بیشتری از گیم‌پلی می‌شود.

بازیکنان می‌توانند برای جلوگیری از آسیب دیدن خود در هنگام تیراندازی‌ها، پشت اجسام متفاوتی پناه بگیرند.

بازیکنان برای مبارزه با دشمن از دست خالی، تفنگ و مواد منفجره استفاده می‌کنند و قابلیت دویدن، پریدن، شنا یا استفاده از وسایل نقلیه برای گردش در جهان بازی وجود دارد. برای تطبیق روش‌های گشت‌وگذار با اندازهٔ جهان بازی، این نسخه دارای انواعی از وسایل نقلیه، مثل هواگرد ثابت‌بال، است که در اتومبیل‌دزدی بزرگ ۴ وجود نداشتند. در مبارزه‌ها می‌توان برای شکست دشمنان از سامانهٔ هدف‌گیری خودکار و پناه‌گیری یاری گرفت. در صورت آسیب دیدن بازیکن، نوار سلامتی او کم‌کم تا نیمه پر می‌شود. با خالی شدن نوار سلامتی، بازیکن در یک بیمارستان بازظاهر می‌شود. اگر بازیکن مرتکب جرم شود، نهادهای امنیتی بازی او را به‌عنوان مجرم نشانه‌گذاری می‌کنند و این وضعیت در نمایشگر بالا به نمایش درمی‌آید. پنج ستاره نشان‌دهندهٔ میزان سنگینی جرم بازیکن هستند و در هنگام پنج‌ستاره شدن بازیکن، نیروهای سوات و بالگردهای پلیس به‌طور گسترده دست به حملات کشنده علیه بازیکن می‌زنند. در هنگام پنهان شدن بازیکن، مأمورهای قانونی شروع به جستجو برای یافتن او می‌کنند. میزان جرم به‌مرور شروع به کاهش می‌کند و در نهایت با پنهان شدن بازیکن از چشم مأموران کاهش می‌یابد.
حالت تک‌نفره به بازیکن اجازهٔ کنترل سه شخصیت را با نام‌های مایکل د سانتا، ترور فیلیپس و فرانکلین کلینتون می‌دهد. این افراد مجرمانی هستند که داستانشان با کامل کردن مأموریت‌ها به یکدیگر متصل می‌شود. بعضی مأموریت‌ها فقط با یک شخصیت به پایان می‌رسند و بعضی نیازمند حضور دو یا سه شخصیت هستند. بیرون از مأموریت‌ها، بازیکن می‌تواند به خواست خود بین سه شخصیت جابه‌جا شود. در حین بعضی مأموریت‌ها، بازی خودبه‌خود شخصیت قابل‌بازی را تغییر می‌دهد تا اهداف مشخصی توسط او انجام شوند. آواتار هر شخصیت (که در یک دایره قابل‌مشاهده است) در هنگام در خطر قرار گرفتن او قرمز شده و در هنگام برتری استراتژیک به رنگ سفید درمی‌آید. با وجود این که بازیکن در نقش یکی از سه شخصیت اصلی مأموریت‌ها را به پایان می‌رساند، شخصیت‌های کنترل‌شده با هوش مصنوعی، که مهارت‌های منحصربه‌فردی همچون رانندگی یا هک دارند، در سرقت‌های دشوارتر همدست بازیکن می‌شوند. اگر یکی از همدستان در یک سرقت موفقیت‌آمیز زنده بماند، سهمی از پول برای خود برمی‌دارد و ممکن است در سرقت‌های بعدی با مهارت بالاتر در دسترس باشد. بعضی سرقت‌ها می‌توانند با استراتژی‌های متفاوت اجرا شوند؛ مثلاً در یک مأموریت دستبرد، بازیکن می‌تواند پنهان‌کارانه شهروندان را با جنگ‌افزار ناتوان‌کننده تسلیم کرده یا آشکارا با استفاده از اسلحه به محل یورش ببرد.
هر بازیکن هشت مهارت دارد که نشان‌دهندهٔ توانایی او در حوزه‌هایی مثل تیراندازی و رانندگی است. هر شخصیت از ابتدا یک مهارت برتر دارد و در طول بازی هم تمام مهارت‌های شخصیت‌ها افزایش می‌یابد. هشتمین «مهارت» تأثیر یک ویژگی منحصربه‌فرد هر شخصیت را کنترل می‌کند. مایکل توانایی آهسته کردن زمان در هنگام تیراندازی را دارد و فرانکلین می‌تواند در حین رانندگی زمان را آهسته کند. توانایی منحصربه‌فرد ترور هم به او اجازهٔ دو برابر کردن قدرت ضربه‌هایش را به دشمنان می‌دهد و در عین حال، میزان آسیب‌پذیری او را به نصف مقدار عادی کاهش می‌دهد. یک نوار در رابط کاربری بازی در هنگام استفاده از توانایی خالی شده و در هنگام انجام دادن اعمال ماهرانه (مثلاً دریفت در نقش فرانکلین یا شلیک به سر در نقش مایکل) پر می‌شود.
در هنگام گشت‌وگذار آزادانه در جهان بازی، بازیکن می‌تواند در فعالیت‌های ویژه‌ای همچون غواصی اسکوبا یا بیس جامپ شرکت کند. هر شخصیت یک تلفن هوشمند برای تماس با دوستان، آغاز فعالیت‌ها و دسترسی به یک اینترنت ایجادشده درون بازی در اختیار دارد. اینترنت به بازیکنان اجازهٔ معاملهٔ سهام را در یک بازار سهام می‌دهد. بازیکنان می‌توانند مکان‌هایی مثل گاراژها و کسب‌وکارهای متفاوتی را خریداری کنند و اسلحه‌ها و خودروهای خود را ارتقا دهند. بازیکنان می‌توانند به مکان‌هایی مثل سالن سینما و باشگاه برهنگی بروند و ظاهرشان را با خرید لباس، تعویض مدل مو و خال‌کوبی تغییر دهند.

## داستان
مایکل تاونلی، تْرِوُر فیلیپس و برد اسنایدر در یک سرقت با برنامه‌ریزی نادرست از یک بانک در لودندرف، یانکتون شمالی شرکت می‌کنند. در این سرقت برد و رانندهٔ آنها (هویت ناشناس) به ضرب گلوله کشته می‌شوند. ترور فرار می‌کند، مایکل هم مرده فرض می‌شود، اما موفق به فرار می‌شود؛ و جنازهٔ برد هم با برنامه‌ریزی مایکل در قبر وی خاک می‌شود اما ترور فکر می‌کند که برد به زندان رفته و مایکل هم مرده است. نه سال بعد، مایکل همراه با خانواده‌اش در لس سانتوس و با نام مستعار مایکل د سانتا، تحت برنامهٔ محافظت از شاهد، زندگی می‌کند. در محله‌ای دیگر از شهر، فرانکلین کلینتون برای یک فروشندهٔ خودروی فاسد ارمنی به نام سیمیان یِتاریِن کار می‌کند. او در حین تلاش برای تملک ثانوی کلاهبردارانه خودروی پسر مایکل با مایکل روبه‌رو می‌شود و این مواجهه آغازی بر دوستی دو شخصیت است. هنگامی که مایکل متوجه خوابیدن همسرش آماندا با یک مربی تنیس به نام کایل می‌شود، او و فرانکلین مربی را تا عمارتی بزرگ تعقیب کرده و مایکل از روی عصبانیت خانه را تخریب می‌کند. پس از آن، مشخص می‌شود که صاحب خانه دوست دختر مارتین مادرازو، یکی از بزرگان صنعت مواد مخدر در مکزیک، بوده و مادرازو برای عدم اعمال خشونت، طلب خسارت می‌کند. مایکل برای به‌دست آوردن پول دوباره به زندگی خلاف‌کارانه رو می‌آورد و در این راه، فرانکلین را هم با خود همراه می‌کند. با همکاری دوست قدیمی مایکل، لستر کرست، که یک هکر ازکارافتاده است، آن‌ها برای پرداخت بدهی مایکل دست به سرقت از یک فروشگاه جواهرات می‌زنند. ترور، که حالا در یک خانهٔ سیار در حومهٔ لس سانتوس زندگی می‌کند، از سرقت باخبر شده و آن را کار مایکل، که تا پیش از این تصور می‌کرد در سرقت نه سال پیش مرده است، می‌داند. ترور پس از پیدا کردن خانهٔ مایکل، او را شگفت‌زده کرده و دوباره با مایکل متحد می‌شود.
با گذر زمان، زندگی شخصی شخصیت‌های اصلی از کنترل خارج می‌شود. اخلاق دم‌دمی مزاج مایکل افزایش یافته و خانواده‌اش را وادار به ترک او می‌کند. هنگامی که او تبدیل به یک تهیه‌کنندهٔ فیلم در استودیوی ریچاردز مجستیک می‌شود، مایکل با دِوین وِستون، یک سرمایه‌گذار خطرپذیر میلیاردر که پس از خنثی‌شدن تلاش‌هایش برای تعطیل کردن استودیو توسط مایکل سوگند خورده تا انتقام بگیرد، به مشکل برمی‌خورد. در همان حال، فرانکلین دوستش لامار دیویس را از دست دوست سابق و گانگستری با نام هارولد «استرچ» جوزف آزاد می‌کند؛ جوزف مداوماً به‌دنبال کشتن لامار است تا خود را به دوستان تازه‌اش اثبات کند. در همان زمان، تلاش‌های بی‌پروای ترور برای تحکیم تسلطش بر چندین بازار سیاه در بلین کانتی باعث افروختن آتش جنگ در برابر کلوب موتورسواری غیرقانونی لاست اِم سی، چندین گروه گانگستری خیابانی آمریکای لاتین، دلال‌های مت‌آمفتامین رقیب، یک شرکت نظامی خصوصی با نام مِری‌وِدِر و وِی چِنگ، یک رهبر زیرزمینی اهل چین، می‌شود.
دِیو نورتون و استیو هِینز، مأموران ادارهٔ فدرال تحقیقات (اف‌آی‌بی)، با مایکل تماس گرفته و از او درخواست می‌کنند تا برای تضعیف یک سازمان رقیب با نام سازمان امور بین‌الملل (آی‌اِی‌اِی)، چند عملیات انجام دهد.  با رهبری استیو و کمک لستر، آن‌ها به یک کاروان زرهی متعلق به سازمان امور بین‌الملل حمله کرده و یک اسلحهٔ شیمیایی آزمایشی را از یک آزمایشگاه تحت کنترل این سازمان می‌دزدند. هنگامی که استیو هدف بررسی‌های دقیق قرار می‌گیرد، مایکل و فرانکلین را مجبور به حذف تمام شواهدی که قابل‌استفاده علیه او باشد از سرورهای اف‌آی‌بی می‌کند. مایکل از این فرصت برای حذف تمام داده‌های مربوط به فعالیت‌های خودش استفاده کرده و نفوذ استیو را بر خود از بین می‌برد.
در نهایت مایکل، ترور، فرانکلین و لستر شروع به نقشه‌کشی برای شجاعانه‌ترین عملشان، یورش به ذخیرهٔ شمش طلای یونیون دیپازیتوری، می‌کنند. تا این زمان، مایکل با خانوادهٔ خویش آشتی می‌کند. با این وجود، ترور متوجه می‌شود که برد در واقع زندانی نشده بوده، بلکه در جریان سرقت لودندرف مرده و در قبر مایکل دفن شده است. احساس خیانت به‌وجودآمده در ترور، در گروه اختلاف ایجاد کرده و ترور آن‌ها را تهدید به خراب کردن نقشهٔ سرقت از یونیون دیپازیتوری می‌کند. استیو به مایکل و دیو خیانت کرده و این دو بین اف‌آی‌بی، آی‌اِی‌اِی و مِری‌وِدِر در یک بن‌بست مکزیکی گیر می‌افتند. ترور، که حس می‌کند تنها کسی است که می‌تواند مایکل را بکشد، به کمک مایکل و دیو می‌آید. با وجود نبخشیدن مایکل، ترور با اجرای نقشهٔ سرقت از یونیون دیپازیتوری موافقت کرده و تسویه‌حساب را به بعد موکول می‌کند.
سرقت کاملاً موفق پیش می‌رود؛ اما استیو و دیو، که ادعای نامتعهد بودن ترور را دارند، و دوین، که قصد تلافی خیانت مایکل را دارد، با فرانکلین ارتباط برقرار می‌کنند. فرانکلین حالا سه انتخاب پیش‌رو دارد: کشتن ترور، کشتن مایکل یا تلاش برای حفظ هر دو در یک مأموریت خودکشی. اگر فرانکلین تصمیم به کشتن مایکل یا ترور بگیرد، او ارتباطش را با آن فرد قطع کرده و سپس به زندگی قدیمی‌اش بازمی‌گردد. در غیر این صورت، این سه نفر پیش از کشتن استیو، استرچ، وی و دِوین، در برابر یورش نیروهای اف‌آی‌بی و مری‌ودر قرار می‌گیرند. مایکل و ترور دوباره متحد شده و با وجود تمام شدن رابطهٔ کاری این سه نفر، دوستی آن‌ها باقی می‌ماند.ّ

## نقد و انتقاد
این بازی به دلیل صحنه‌های خشونت‌آمیز و جنسیت پرستانه به شدت مورد انتقاد قرار گرفت. در این مأموریت، که ترور، گروگان را بازجویی می‌کند، به بازیکن این فرصت داده می‌شود که از هر ابزار شکنجه استفاده کند. روزنامه نگاران صحنه شکنجه را به عنوان یک تفسیر سیاسی توصیف کردند، برخی معتقدند که این مأموریت باعث بی‌فکری شده است. نظر سیاسی مشابهی توسط سیاستمداران و سازمانهای خیریه برای مبارزه با شکنجه ابراز شد. این بازی موضوعی برای بحث دربارهٔ جنسیت در نظر گرفته شد. کارولین پیت، مقاله‌نویس گیم اسپات، بازی را خصومت با زنان توصیف کرد. نظر این روزنامه‌نگار باعث ایجاد بیش از ۲۰ هزار اظهار نظر منفی علیه این بازی شد و بسیاری از ناظران از اظهار نظر وی حمایت کردند.

## توسعه
راک‌استار نورث در سال ۲۰۰۸ و پس از عرضهٔ اتومبیل‌دزدی بزرگ ۴، توسعهٔ اتومبیل‌دزدی بزرگ ۵ را آغاز کرد. فرایند توسعه بر عهدهٔ گروهی متشکل از بیش از ۱٬۰۰۰ فرد، شامل تیم مرکزی راک‌استار نورث و کارمندانی از استودیوهای راک‌استار گیمز در سرتاسر جهان، گذاشته‌شد. موتور بازی پیشرفته راک‌استار (ریج) برای توسعهٔ بازی ارتقا یافته و به قابلیت‌های فاصلهٔ ترسیمی بهتری مجهز شد. رندر و پویانمایی‌های اضافی با نرم‌افزارهای یوفوریا و بولت انجام شد. تیم راک‌استار، که در طول زمان با سخت‌افزار پلی‌استیشن ۳ و اکس‌باکس ۳۶۰ آشنایی پیدا کرده‌بود، متوجه شد که قابلیت استفادهٔ بیشتر از منابع گرافیکی کنسول‌ها نسبت به بازی‌های قبلی وجود دارد. تخمین زده شده که مجموع هزینه‌های توسعه و بازاریابی بازی بیش از ۱۷۰ میلیون پوند استرلینگ (۲۶۵ میلیون دلار آمریکا) بوده که این بازی را در آن زمان تبدیل به گران‌ترین بازی تاریخ کرد.
جهان بازی بر پایهٔ جنوب کالیفرنیا و لس آنجلس طراحی شده و کار روی آن بخش عمدهٔ امور اولیهٔ توسعه را تشکیل می‌داد. افراد کلیدی در گروه توسعهٔ جهان بازی به تحقیقات میدانی در قالب سفر در این مناطق پرداخته و تحقیقاتشان را با عکس و فیلم ثبت کردند. نقشه‌های گوگل مپس از لس آنجلس توسط گروه برای کمک به طراحی شبکهٔ جاده‌ای لس سانتوس استفاده شد. برای شبیه‌سازی پراکندگی جمعیت لس آنجلس، توسعه‌دهندگان داده‌های سرشماری را مطالعه کرده و به مشاهدهٔ مستندهایی دربارهٔ شهر پرداختند. این گروه توسعهٔ جهان را فنی‌ترین بخش توسعهٔ این بازی دانسته‌اند.
یکی از اهداف اساسی از ابتدای طراحی بازی، تغییر ساختار پایه‌ای این مجموعه با بخشیدن کنترل سه شخصیت به بازیکن به‌جای یک شخصیت بود. این ایده نخستین بار در زمان توسعهٔ اتومبیل‌دزدی بزرگ: سن آندریاس مطرح شد؛ اما با توجه به محدودیت‌های سخت‌افزاری آن زمان غیرممکن بود. با توجه به توسعهٔ دو بستهٔ الحاقی داستانی برای اتومبیل‌دزدی بزرگ ۴ در سال ۲۰۰۹ که شخصیت‌های اصلی تازه‌ای به بازی اضافه می‌کردند، گروه توسعه قصد داشت که بازیکنان در اتومبیل‌دزدی بزرگ ۵ بتوانند همزمان سه شخصیت را کنترل کنند. گروه توسعه به این بازی به چشم یک ادامهٔ معنوی برای بازی‌های پیشین خود (مثل اتومبیل‌دزدی بزرگ ۴، رد دد ریدمپشن و مکس پین ۳) نگاه می‌کردند. بازی طوری طراحی شده که سازوکارهای گیم‌پلی بهتری نسبت به عناوین پیشین راک‌استار داشته‌باشد. برای ارتقای بخش اکشن گیم‌پلی، گروه سازوکارهای تیراندازی و پناه‌گیری بازی را بهبود داده و برای حل کردن مشکلات رانندگی موجود در اتومبیل‌دزدی بزرگ ۴، سیستم رانندگی را بازسازی کردند.
پس از یک آزمون ورودی، ند لوک، شاون فونتنو و استیون آگ به‌ترتیب برای ایفای نقش مایکل، فرانکلین و ترور انتخاب شدند. ضبط بیشتر عملکرد آنان با فناوری ضبط حرکت انجام شد؛ اما دیالوگ مربوط به صحنه‌های نشستن شخصیت‌ها در خودرو در استودیو ضبط شد. این بازی نخستین عنوان در این مجموعه است که از یک موسیقی فیلم بهره می‌برد. این موسیقی توسط گروهی از آهنگ‌سازان که در طول چندین سال گردهم آمده‌اند ساخته شده است. علاوه بر این، آهنگ‌های دیگری لایسنس شده و به‌وسیلهٔ رادیوی داخل بازی قابل‌دسترسی هستند. گروه توسعه بیش از ۲۴۱ آهنگ را لایسنس کرده و آن‌ها را بین ۱۵ ایستگاه رادیویی متفاوت موجود در بازی توزیع کردند و ۲ ایستگاه دیگر هم به پخش گفتگوهای رادیویی می‌پردازند. بعضی آهنگ‌ها اختصاصاً برای بازی ساخته شده‌اند؛ مثلاً فلایینگ لوتوس، یک رپر و تولیدکنندهٔ آهنگ، مدیریت ایستگاه رادیویی فلای‌لو اف‌ام را در بازی بر عهده داشت.
نخستین معرفی بازی در ۲۵ اکتبر ۲۰۱۱ توسط راک‌استار گیمز صورت گرفت. این استودیو یک هفته بعد تریلری از بازی منتشر کرد و در یک جلسهٔ خبری رسمی، اطلاعاتی از نحوهٔ توسعه ارائه داد. خبرنگاران بیان کرده‌اند که معرفی بازی به‌دلیل پیشینهٔ فرهنگی چشم‌گیر این مجموعه، انتظارات بسیاری را در صنعت بازی‌سازی ایجاد کرده است. در ابتدا قرار بود که بازی در تابستان ۲۰۱۳ عرضه شود، اما به‌دلیل نیاز به زمان بیشتر برای بهبود زمان عرضه به ۱۷ سپتامبر همان سال عقب افتاد. برای افزایش پیش‌فروش بازی، راک‌استار با چندین خرده‌فروشی همکاری کرده و یک نسخهٔ محدود را از بازی با ویژگی‌های اضافهٔ درون بازی منتشر کرد. این استودیو از استراتژی بازاریابی ویروس‌وار استفاده کرده و وبگاهی را برای یک فرقهٔ مذهبی ساختگی با نام «برنامهٔ اپسیلون» راه‌اندازی کرد. این وبگاه به کاربران اجازه می‌داد تا در بازی در نقش یکی از اعضای فرقه ظاهر شوند.

مقایسهٔ نسخه‌های پلی‌استیشن ۴ (چپ) و پلی‌استیشن ۳ (راست). نسخهٔ بازعرضه‌شده دارای فاصلهٔ ترسیمی بالاتر و وضوح بیشتر بافت‌ها نسبت به نسخهٔ اصلی بود.

این بازی در ای۳ ۲۰۱۴ برای مایکروسافت ویندوز (رایانه‌های شخصی)، پلی‌استیشن ۴ و اکس‌باکس وان عرضه شد. این نسخهٔ پیشرفته از فاصلهٔ ترسیمی بالاتر، جزئیات بهتر بافت‌ها، ترافیک متراکم‌تر، اثر ارتقا یافتهٔ آب‌وهوا و زندگی گیاهی و حیات وحش تازه برخوردار بود. این نسخه همچنین شامل یک گزینه برای تغییر به نمای اول شخص بود. برای گنجاندن این ویژگی در بازی، گروه توسعه سیستم پویانمایی‌های بازی را تغییر دادند تا با گیم‌پلی اول شخص سازگاری داشته‌باشد. نسخه‌های پلی‌استیشن ۴ و اکس‌باکس وان در ۱۸ نوامبر ۲۰۱۴ عرضه شد. انتشار نسخهٔ رایانهٔ شخصی، که در ابتدا قرار بود همزمان با نسخهٔ کنسولی انجام شود، به ۱۴ آوریل ۲۰۱۵ موکول شد. با توجه به گفته‌های راک‌استار، این نسخه نیازمند زمان توسعهٔ بیشتری برای بهبود بوده است. نسخهٔ رایانه از فریم ریت ۶۰ فریم بر ثانیه در وضوح ۴کی برخوردار بود و قابلیت ویرایشگر راک‌استار به بازیکنان اجازهٔ ضبط و ویرایش ویدئوهای گیم‌پلی را می‌داد. به‌دلیل تمرکز گروه توسعه بر اتومبیل‌دزدی آنلاین و رد دد ریدمپشن ۲، توسعهٔ محتوای قابل دانلود برای این عنوان متوقف شد.

## بازتاب‌ها

### انتشار اولیه
| گردآورنده | امتیاز |
| --------- | ------ |
| متاکریتیک | ۹۷/۱۰۰ |

| ناشر         | امتیاز  |
| ------------ | ------- |
| اج           | ۱۰/۱۰   |
| یوروگیمر     | ۹/۱۰    |
| فامیتسو      | ۴۰/۴۰   |
| گیم اینفورمر | ۹٫۷۵/۱۰ |
| گیم‌اسپات     | ۹/۱۰    |
| گیمز ریدار+  | [ ۷۴ ]  |
| آی‌جی‌ان       | ۱۰/۱۰   |
| جویستیک      | [ ۷۶ ]  |
| پلی          | ۹۷/۱۰۰  |
| The Escapist | [ ۷۸ ]  |

اتومبیل‌دزدی بزرگ ۵ در زمان عرضه با بازخورد مثبت مواجه شد. متاکریتیک، یک وبگاه که رتبه‌ای نرمال‌سازی‌شده در بازهٔ ۰–۱۰۰ ارائه می‌دهد، امتیاز ۹۷ از ۱۰۰ را بر اساس ۵۰ نقد برای نسخهٔ پلی‌استیشن ۳ و ۵۸ نقد برای نسخهٔ اکس‌باکس ۳۶۰ ارائه داد. این بازی پنجمین رتبهٔ برتر بین امتیازات متاکریتیک است و امتیازی برابر با بسیاری از عناوین دیگر دارد. منتقدان وجود سه شخصیت اصلی در بازی، طراحی مراحل سرقت و ارائهٔ بازی را ستودند؛ اما برخی با کیفیت داستان و شخصیت‌ها موافق نبودند. کزا مک‌دونالد از آی‌جی‌ان اتومبیل‌دزدی بزرگ ۵ را «یکی از برترین بازی‌های ویدئویی که تا کنون ساخته شده» خواند و مجلهٔ پلی به آن لقب «تعیین‌گر نسل» و «استثنایی» داد. مجلهٔ اج نوشت که این بازی یک «دستاورد قابل‌توجه» در زمینهٔ جهان باز و روایت داستان است و تام هاگینز از دیلی تلگراف آن را یک «شاهکار غول‌آسا در زمینهٔ مهندسی فنی» دانست. این بازی دومین بازی ساختهٔ غرب در تاریخ است که از مجلهٔ بازی‌های ویدئویی ژاپنی فامیتسو نمرهٔ کامل دریافت کرده است. اعتقاد جف باکالار از سی‌نت بر این بوده که این عنوان بازیکنان را به تجربهٔ هر سه شخصیت تشویق می‌کند. اج معتقد است که تغییر سریع بین شخصیت‌ها فاصلهٔ طولانی را بین نقاط آغاز مراحل کاهش داده است. مت برتس از گیم اینفورمر دربارهٔ سازوکار تغییر شخصیت اصلی ذکر کرده که بازیکنان در حین تیراندازی‌ها در اوج اکشن باقی می‌مانند. تام برم‌ول از یوروگیمر نوشته که قابلیت کنترل سه شخصیت عنصری تاکتیکی به تیراندازی‌ها افزوده؛ چرا که شخصیت‌ها در مکان‌های استراتژیک پناه گرفته و این وضعیت باعث کمتر شدن موقعیت‌های حملهٔ ناگهانی و انبوه دشمن به یک شخصیت نسبت به عناوین پیشین می‌شود. مک‌دونالد از آی‌جی‌ان هم بیان کرده که ویژگی تغییر شخصیت به بازیکنان انتخاب‌های بیشتری در روند پیشروی مراحل داده و از میزان قابل‌پیش‌بینی بودن مأموریت‌ها کاسته است.
جف گرستمان از جاینت بامب مراحل سرقت را انحراف خوبی از ساختار معمول مراحل این مجموعه دانسته است. برم‌ول از یوروگیمر آن‌ها را به «قطعه‌های بلاک‌باستر» تشبیه کرده و کارولین پتیت، نویسندهٔ گیم‌اسپات، فیلم مخمصه را در طراحی این مراحل تأثیرگذار دانسته است. ژاو د ماتوس از جویستیک بیان کرده که رویکردهای استفاده‌شده در طراحی این مراحل، علمی و خلاقانه بوده‌اند. کریس پلنت از پولیگان تغییر سریع شخصیت قابل‌بازی در حین مأموریت‌های سرقت را به «ویرایش فیلم» تشبیه کرده و گفته: «بازیکنان در نقش ویرایشگر هستند و سریعاً به جالب‌ترین صحنهٔ هر لحظه منتقل می‌شوند». احساس اندی کلی از مجلهٔ بازی‌های کامپیوتری و ویدئویی نسبت به طراحی کلی مراحل این بود که این موضوع عمیق‌تر از نسخه‌های قبلی بوده ولی از نبود مأموریت‌های اسکورت رنج می‌برد.

لس سانتوس، شهر موجود در جهان بازی. منتقدان طراحی و شباهت این شهر به لس آنجلس را ستودند و جابه‌جایی از لیبرتی سیتی در اتومبیل‌دزدی بزرگ ۴ به این شهر هم با بازخورد خوبی مواجه بود.

اج گرافیک بازی و نبود صفحه‌های بارگذاری را تحسین کرده و پلی فاصلهٔ ترسیمی، آب‌وهوا و نورپردازی بازی را ستوده است. برم‌ول از یوروگیمر نورپردازی را قابل‌توجه‌ترین پیشرفت بازی دانسته و مایکل رپاراز از مجلهٔ رسمی اکس‌باکس از قابلیت اجرا شدن جهان باز این عنوان روی اکس‌باکس ۳۶۰ شگفت‌زده شده و بیان کرده که این بازی «احتمالاً بزرگ‌ترین دستاورد فنی اکس‌باکس ۳۶۰» است. منتقدان طراحی جهان بازی را ستودند و برخی هم ساده‌سازی جغرافیای لس آنجلس را در قالب یک فضای شهری تحسین کردند. برندون جونز از گیم تریلرز شبیه‌سازی دقیق لس آنجلس و جهان بازی را «پر از صدا و شخصیت» دانسته است. آی‌جی‌ان و مجلهٔ رسمی پلی‌استیشن - بریتانیا مقایسه‌هایی بین لس سانتوس و لیبرتی سیتی اتومبیل‌دزدی بزرگ ۴ انجام دادند. رپاراز از مجلهٔ رسمی اکس‌باکس لیبرتی سیتی «خاکستری و پر از ریگ» را بهتر از لس سانتوس دانست. منتقدان طنز موجود در جهان بازی نسبت به فرهنگ کنونی آمریکایی ستودند و جوئل گرگوری از مجلهٔ رسمی پلی‌استیشن «تفسیر منتقدانه» بازی را «امروزی و صحیح» دانست.
جیم استرلینگ از دستراکتید طراحی صوت بازی را «بی‌عیب‌ونقص» دانست و عملکرد بازیگران، موسیقی متن و استفاده از موسیقی‌های لایسنس‌شده را ستود. آی‌جی‌ان و جاینت بامب انتخاب موسیقی را ستودند و معتقد بودند که موسیقی متن بازی تنش دراماتیک مراحل را بالاتر برده است. پتیت از گیم‌اسپات نوشت که موسیقی متن «طعم سینمایی‌تری به مراحل داده» و اج موسیقی‌های لایسنس‌شده را از عوامل بهبود «حس‌وحال از قبل عالی» شهر دانست و نوشت که موسیقی متن باعث بهبود گیم‌پلی بازی شده است. آن‌ها این بازی را «خلاصه‌ای از تمام آنچه راک‌استار در دههٔ گذشته دربارهٔ قدرت موسیقی بازی آموخته» دانستند.
بسیاری از منتقدان وسایل نقلیهٔ زمینی را واکنشی‌تر از عناوین قبلی و کنترل آن‌ها را ساده‌تر دانستند. برتس از گیم اینفورمر بیان کرد که «خودروها حس سنگینی مناسبی دارند و همزمان چابکی لازم برای رانندگی با سرعت بالا در ترافیک را حفظ کرده‌اند». علاوه بر هدایت‌پذیری وسایل نقلیه، بیشتر منتقدان سازوکارهای تیراندازی را بهتر از عناوین پیشین دانستند، اما استرلینگ از دستراکتید بیان کرده که با وجود ارتقا، هدف‌گیری خودکار «متشنج و نامطمئن» بوده و سازوکارهای پناه‌گیری «همچنان همان‌قدر قدیمی و بی‌روح» هستند. برخی منتقدان معتقدند که بازی با افزودن نقاط ذخیره در بین مراحل، یک مشکل همیشگی را حل کرده است.
داستان و شخصیت‌ها، مخصوصاً ترور، با واکنش‌های متفاوتی از سوی منتقدان همراه بود. برخی منتقدان روایت داستان را در اندازهٔ عناوین پیشین راک‌استار ندانسته و به داستان اتومبیل‌دزدی بزرگ ۴ و رستگاری سرخ‌پوست مرده اشاره کردند. دیگران فکر می‌کردند که شخصیت متضاد قهرمان‌های بازی، داستان را بهتر کرده است. هولاندر کوپر از گیمز ریدار داستان بازی را در تناقض با عناوین پیشین می‌داند؛ چرا که در این عناوین شخصیت اصلی دارای صفات اخلاقی نامناسبی بوده است. پتیت از گیم‌اسپات ترور را «یک انسان واقعاً افتضاح، وحشتناک و روانی—و یک شخصیت فوق‌العاده» دانسته است. برم‌ول از یوروگیمر شخصیت ترور را «کم‌عمق و نامتقاعدکننده» خوانده و بیان کرده که رفتارهای عجیب او، به داستان صدمه زده و توسعهٔ شخصیت مایکل و فرانکلین را تحت‌الشعاع قرار داده است. د ماتوس از جوی‌استیک ترور را فاقد جذابیت قهرمانانه دانسته و دوگانگی موجود بین مایکل و ترور را قدیمی دانسته است؛ چرا که اختلاف آن‌ها تبدیل به «چرخه‌ای ظاهراً بی‌پایان» می‌شود. گرگ تیتو از د اسکیپیست در برقراری ارتباط با احساسات شخصیت‌ها مشکل داشته؛ چرا که شخصیت‌ها از نظر او با طمع و بدون اخلاقیات بوده و دلایل کمی برای دوست‌داشتنشان توسط بازیکنان وجود دارد.

### انتشار مجدد
| گردآورنده | امتیاز                                                         |
| --------- | -------------------------------------------------------------- |
| متاکریتیک | (رایانهٔ شخصی) ۹۶/۱۰۰ (پلی‌استیشن ۴) ۹۷/۱۰۰ (اکس‌باکس وان) ۹۷/۱۰۰ |

| ناشر                     | امتیاز  |
| ------------------------ | ------- |
| گیم اینفورمر             | ۹٫۷۵/۱۰ |
| گیم‌اسپات                 | ۹/۱۰    |
| آی‌جی‌ان                   | ۱۰/۱۰   |
| پی‌سی گیمر (ایالات متحده) | ۹۲٪     |
| VideoGamer.com           | ۱۰/۱۰   |

انتشار مجدد اتومبیل‌دزدی بزرگ ۵، مثل نسخهٔ اصلی، با تحسین منتقدان همراه بود. متاکریتیک بر اساس ۶۶ نقد برای نسخهٔ پلی‌استیشن ۴ و ۱۴ نقد برای نسخهٔ اکس‌باکس وان، میانگین نمرات بازی را ۹۷ از ۱۰۰ اعلام کرد و بر اساس ۴۸ نقد برای نسخهٔ رایانه‌های شخصی، میانگین نمرات بازی در این وبگاه برابر ۹۶ از ۱۰۰ بود. اندرو رینر از گیم اینفورمر اضافه شدن زاویهٔ اول شخص را پس از مهاجرت به زاویهٔ سوم شخص در اتومبیل‌دزدی بزرگ ۳، «پیشرفت چشم‌گیر دیگری برای مجموعه» دانست. مارک والتون از گیم‌اسپات بازی از زاویهٔ اول شخص را یک عامل افزایش‌دهندهٔ خشونت موجود در بازی خواند و بر همین اساس، بیش از پیش به جنبه‌های اخلاقی و انگیزهٔ شخصیت‌ها پرداخت. نظر ویدئوگیمر.کام این بود که بازیکنان بیش از آن که حس «یک تفنگ متصل به دوربینی معلق» را داشته باشند، حس حضور در دنیای حقیقی را در تجربهٔ زاویهٔ اول شخص تجربه می‌کنند. دن استاپلتون از آی‌جی‌ان بازی را در حالت اول شخص واقعی‌تر دانست و تجربهٔ بازی در این حالت را «به‌طرز شگفت‌آوری متفاوت» توصیف کرد. ویدئوگیمر.کام «جزئیات ظریف» موجود در انیمیشن‌های اول شخص را، مثل کج شدن دوربین در هنگام دور زدن بازیکن با موتورسیکلت یا ابزارهای مسیریابی در کابین خلبان، ستود. منتقدان بازی در حالت اول شخص را دشوارتر دانستند؛ ولی رینر از گیم اینفورمر چنین چالشی را می‌پسندید.
والتون از گیم‌اسپات معتقد بود که ارتقای گرافیکی، مخصوصاً به‌خاطر ضدپلگی بهبودیافته، جهان بازی را «حتی تماشایی‌تر» کرده است. از زاویهٔ اول شخص، او بیان کرد که به‌دلیل گرافیک ارتقا یافته، «روی سطح زمین، همه‌چیز بزرگ‌تر و باابهت‌تر به‌نظر می‌رسد». استاپلتون از آی‌جی‌ان گرافیک نسخهٔ پلی‌استیشن ۴ را بهتر از گرافیک نسخهٔ اکس‌باکس وان دانست ولی بیان کرد که هر دو کنسول بازی را به‌خوبی بازی را رندر کرده و اغلب فریم ریت پایداری داشته‌اند. او فریم ریت افزایش‌یافته و تنظیمات گرافیکی ارائه‌شده در نسخهٔ رایانهٔ شخصی را ستود. ویدئوگیمر.کام فریم ریت نسخهٔ کنسول را چنان بالا دانست که «به‌ندرت قابل‌باور» است؛ اما والتون از گیم‌اسپات به افت گاه‌وبیگاه فریم ریت اشاره کرد. نظر پیتر براون از گیم‌اسپات این بود که نسخهٔ رایانهٔ شخصی به بازیکنان اجازهٔ «مشاهدهٔ تمام وسعت کار دست قابل‌تحسین راک‌استار» را می‌دهد؛ اما اشاره کرد که این نسخه «با ساختار هندسی ساده … بخش‌هایی از ریشه‌های نسل پیشین را حفظ می‌کند». ویدئوگیمر.کام دسترسی به ویرایشگر راک‌استار در رایانه را تحسین کرد؛ اما محدودیت‌های آن، مثل محدودیت‌های زاویهٔ دوربین، را مورد انتقاد قرار داد. استاپلتون از آی‌جی‌ان کنترل‌های دارای قابلیت سفارشی‌سازی در نسخهٔ رایانهٔ شخصی را ستود و براون از گیم‌اسپات تعویض مداوم بین موس و صفحه‌کلید و دستهٔ بازی را برای کسب «بهترین تجربه»، ضروری دانست. کریس تورستن از پی‌سی گیمر این بازی را «زیباترین، گسترده‌ترین و بخشنده‌ترین» نسخهٔ مجموعه دانست.
استاپلتون از آی‌جی‌ان گزارش کرد که بیرون پریدن‌های ناگهانی از بازی، قطع شدن از سرورها، زمان انتظار طولانی و تعداد کم بازیکنان در بخش چندنفرهٔ بازی وجود دارد. او در این باره گفت: «به این دلیل، من نمی‌توانم با قاطعیت … تجربه انحصاری چندنفره را توصیه کنم». ویدئوگیمر.کام پیشرفت شخصیت‌ها در بخش برخط را نسبت به نسخهٔ اصلی بازی، بهتر دانست. در نقد این وبگاه آمده بود که «یکنواختی انجام کارهای بازیکن در برابر بازیکن در بازی تا هنگامی که نوبت به مأموریت‌های چندنفرهٔ باقاعده می‌رسد» از بین رفته، و تازه‌واردان به این عنوان احتمالاً بخش چندنفره را لذت‌بخش و متعادل خواهند یافت. با این وجود، ویدئوگیمر.کام هم به قطعی معمول از سرورها، مخصوصاً در زمان نمایش صفحات بارگذاری، اشاره کرد. والتون از گیم‌اسپات بیان کرد که اتومبیل‌دزدی بزرگ برخط «همچنان از نبود نقشهٔ راه» برای گیم‌پلی پرانرژی و پایان‌باز خود رنج می‌برد، اما معتقد بود که با این وجود، این بخش از بازی همچنان جذاب است. رینر از گیم اینفورمر هم «لگ یا مشکلات کوچک در تیراندازی‌های گسترده و مسابقات» را در بخش برخط بازی گزارش کرد.

### جوایز
اتومبیل‌دزدی بزرگ ۵ نامزدی‌ها و جوایز متعددی را از سوی منتشرکنندگان بازی‌ها دریافت کرد. پیش از عرضه، این عنوان برندهٔ جایزهٔ موردانتظارترین بازی سال در جوایز بازی‌های ویدئویی اسپایک سال ۲۰۱۲ شد. این بازی در سال ۲۰۱۳، بیشترین نمره را در متاکریتیک و گیم‌رنکینگز، دو وبگاه جمع‌آوری‌کنندهٔ نمرات، داشت. این عنوان در چندین فهرست بهترین بازی‌های ۲۰۱۳ که در پایان سال منتشر شدند حضور داشت و از سوی تام چیک (خبرنگار مستقل)، سی‌نت، اج، سی‌ویکمین جایزهٔ اهرمک طلایی، پنجمین دورهٔ جوایز سالانهٔ اینساید گیمینگ، جوایز بازی‌های ویدئویی اسپایک ۲۰۱۳، مجلهٔ اسلنت و تایم برندهٔ جوایزی اعلام شد. کانادا.کام، گیم‌اسپات و آی‌جی‌ان این عنوان را بهترین بازی اکس‌باکس دانسته و دستراکتید هم آن را بهترین بازی چندسکویی دانست. راک‌استار گیمز و راک‌استار نورث جوایز بهترین استادیو و بهترین توسعه‌دهنده را از سوی اج دریافت کرده و در دهمین دورهٔ جوایز بازی فرهنگستان بریتانیا، جایزهٔ همکاری بفتا را دریافت کرد.
عناصر مختلف درون بازی هم جوایزی دریافت کردند. دو شخصیت، ترور فیلیپس و لامار دیویس، نامزد جوایز بسیاری برای بهترین شخصیت شده و لامار این جایزه را از جاینت بامب دریافت کرد. موسیقی بازی هم جوایزی از اسپایک، هاردکور گیمر و دیلی تلگراف دریافت کرد. اتومبیل‌دزدی بزرگ برخط جایزهٔ بهترین بازی چندنفره را از گیم‌تریلرز و بفتا دریافت کرده و از سوی آی‌جی‌ان، بهترین بازی چندنفرهٔ اکس‌باکس ۳۶۰ نامیده شد. این نسخه همچنین از سوی گیم رولیشن و هاردکور گیمر نامزد دریافت عنوان بزرگ‌ترین ناامیدی شد. اتومبیل‌دزدی بزرگ ۵ در جوایز بازی‌های ویدئویی تلگراف، جایزهٔ بهترین دستاورد فنی را به‌دست‌آورد و در چهاردهمین دورهٔ جوایز انتخاب توسعه‌دهندگان بازی، جایزهٔ بهترین فناوری را هم دریافت کرد. طراحی گرافیکی و هنری بازی جوایزی از سوی آی‌جی‌ان، دیلی تلگراف و بفتا به‌همراه داشت و باعث نامزد شدن بازی برای یک جایزه در مراسم جوایز انتخاب توسعه‌دهندگان بازی نیز شد.
این عنوان جوایز بسیار دیگری هم به‌دست‌آورد. اتومبیل‌دزدی بزرگ ۵ در مراسم جوایز سالانهٔ اینساید گیمینگ، عنوان همه‌جانبه‌ترین بازی را دریافت کرد. مردم در مراسم جوایز پلی‌استیشن ۲۰۱۳ با رأی به این عنوان، باعث دریافت جایزهٔ انتخاب کاربران توسط بازی شده و جایزهٔ انتخاب اجتماع هم از سوی دستراکتید به این عنوان تعلق گرفت. این بازی در مراسم جوایز پلی‌استیشن، جایزهٔ پلاتین را دریافت کرد و به‌عنوان بهترین بازی بریتانیایی از طرف بفتا شناخته شد. در جوایز بهترین‌های سال ۲۰۱۳ آی‌جی‌ان، اتومبیل‌دزدی بزرگ ۵ جوایز مختلفی را، شامل بهترین گرافیک اکس‌باکس ۳۶۰، بهترین صوت اکس‌باکس ۳۶۰ و بهترین بازی اکشن روی اکس‌باکس ۳۶۰، پلی‌استیشن ۳ و به‌طور کلی، کسب کرد.

## فروش
اتومبیل‌دزدی بزرگ ۵ در کمتر از ۲۴ ساعت بعد از انتشارش درآمد ۸۱۵ میلیون دلاری داشت و حدود ۱۱٫۲۱ میلیون نسخه فروخت. این رقم تقریباً دو برابر بیشتر از انتظارات تحلیل‌گران بود. سه روز پس از انتشار، فروش این بازی از مرز یک میلیارد دلار گذشت و پرفروش‌ترین محصول سرگرمی‌ساز تاریخ شد. این بازی در ۸ اکتبر همان سال هفت رکورد جهانی گینس شکست: پرفروش‌ترین بازی ویدیویی در ۲۴ ساعت، پرفروش‌ترین بازی ویدئویی اکشن-ماجراجویی در ۲۴ ساعت، پردرآمدترین بازی ویدیویی در ۲۴ ساعت، سریع‌ترین فروش یک میلیارد دلاری محصول سرگرمی، سریع‌ترین فروش یک میلیارد دلاری برای بازی ویدیویی، بیشترین سود خالص از محصول سرگرمی در ۲۴ ساعت، و پربازدیدترین تریلر از بازی ویدئویی اکشن-ماجراجویی.
اتومبیل‌دزدی بزرگ ۵ در پنج روز بیش از ۲٫۲۵ میلیون نسخه در بریتانیا فروش داشت و رکورد ندای وظیفه: بلک اپس را شکست. بارونز در اواخر سال ۲۰۲۳ گزارش داد که درآمد مادام‌العمر بازی به ۸٫۵ میلیارد دلار افزایش یافته است، که به‌طور پیوسته سالانه بیش از ۵۰۰ میلیون دلار با حدود ۲۲ میلیون بازیکن فعال ماهیانه به همراه دارد. تا مارس ۲۰۲۴، حدود ۲۰۰ میلیون نسخه از این بازی به تمام پلتفرم‌ها در جهان ارسال شده بود. از زمان عرضهٔ سال ۲۰۱۳، تعداد بیشتری از نسخه‌ها در سال ۲۰۲۰ نسبت به هر سال دیگری فروخته شد.